# Dasophrys androclea
Dasophrys androclea là một loài ruồi trong họ Asilidae. Dasophrys androclea được Walker miêu tả năm 1849.